# Bulbophyllum ankylorhinon
Bulbophyllum ankylorhinon là một loài phong lan thuộc chi Bulbophyllum.